# 纽玛斯·波尔顿旧居
纽玛斯·波尔顿旧居是津沽铁路公司的财务首脑、英国商人纽玛斯·波尔顿在天津的故居。建于清光绪二十八年（1902年），位于当时的天津德租界的海滨街（今河西区台儿庄路51号），为天津市文物保护单位和重点保护等级历史风貌建筑。该建筑现为“51号花园酒店”。
该建筑现（2012年）为“名轩酒店”，位于海河西岸奉化桥边。

## 历史
1907年，京奉铁路管理局设在了天津，詹天佑曾在这里办公。后经过大规模改建，成为“京奉铁路宾馆”。后来，孙中山、蒋介石、张学良、李宗仁、孔祥熙等风云人物、社会名流都曾在此居住、休憩。中华人民共和国成立后，这座花园别墅为天津铁路分局招待所，曾接待过毛泽东、周恩来、刘少奇等人。文化大革命期间，宾馆遭到严重破坏，一度改为办公用房。文革结束后该建筑由天津和台湾的企业家合资建成了51号花园酒店。

## 建筑
纽玛斯·波尔顿旧居的占地面积为1600平方米、建筑面积为2500平方米，为一座两层砖木混合结构的英式别墅建筑，建筑顶部为四面陡坡组合式屋顶。建筑外立面为清水红墙砖体，墙面上雕刻着璎珞等图象，外立面局部的腰檐、窗口等处的抹面用浅色水泥饰面，用石料为下碱砌筑。建筑的门廊由台基、方柱、挑檐组成。